# Lambda Leporis
Lambda Leporis (λ Lep / 6 Leporis / HD 34816 / HR 1756) es una estrella en la constelación de Lepus, la liebre, de magnitud aparente +4,27.
De acuerdo con la nueva reducción de los datos de paralaje del satélite Hipparcos, se encuentra a 1150 años luz del sistema solar.
Lambda Leporis es una subgigante blanco-azulada de tipo espectral B0.5IV.
Muy caliente, tiene una temperatura superficial de 26.850 K y una luminosidad bolométrica —que incluye una importante cantidad de energía radiada como luz ultravioleta— 13.480 veces mayor que la luminosidad solar.
Su radio es 4,5 ± 1,3 veces más grande que el del Sol y gira sobre sí misma con una velocidad de rotación proyectada de 25 km/s.
Es una estrella similar a Becrux (β Crucis) o Dschubba (δ Scorpii), aunque está mucho más alejada que estas.
Lambda Leporis posee una masa de 12,2 ± 0,3 masas solares.
Tiene una edad estimada de 600.000 años, equivalente a 1/7700 parte de la edad de nuestro Sol; sin embargo, una estrella tan masiva vive una corta vida y, de hecho, Lambda Leporis está ya abandonando la secuencia principal. Su masa supera sobradamente el límite de por encima del cual las estrellas finalizan su vida estallando en forma de supernova.